# Sergej Postrechin
Sergej Postrechin (Cherson, 1 november 1957) is een Sovjet-Oekraïens kanovaarder.
Postrechin won tijdens de Olympische Zomerspelen 1980 de gouden medaille op de 500 meter, en zilver op de C-1 1000 m.

## Belangrijkste resultaten

### Olympische Zomerspelen
| Editie | Plaats | Resultaten         |
| ------ | ------ | ------------------ |
| 1980   | Moskou | C-1 500m C-2 1000m |

### Wereldkampioenschappen vlakwater
| Jaar | Plaats   | Resultaten |
| ---- | -------- | ---------- |
| 1978 | Belgrado | C-2 1000 m |
| 1979 | Duisburg | C-1 500 m  |
| 1982 | Belgrado | C-1 500 m  |

1976: Aleksandr Rogov ·
1980: Sergej Postrechin ·
1984: Larry Cain ·
1988: Olaf Heukrodt ·
1992: Nikolai Boechalov ·
1996: Martin Doktor ·
2000: György Kolonics ·
2004: Andreas Dittmer ·
2008: Maksim Opalev